# Мечеть Баб-Бердаин
Мечеть Баб-Бердаин (араб. مسجد باب البرادعين‎) — мечеть, расположенная в старой медине Мекнеса, которая вошла в Список объектов Всемирного наследия ЮНЕСКО в Марокко.

## История создания
После того как в 1672 году 2-й правитель Марокко Мулай Исмаил ибн Шериф выбирает Мекнес столицей своей империи, в городе развернулось, вплоть до его смерти в 1727 году, полномасштабное строительство. В начале 18-го века по приказу премьер-министра Хната бент Баккар, жены Исмаила, была построена мечеть Баб-Бердаин.

## Трагедия 19 февраля 2010 года
19 февраля 2010 года в первой половине дня, во время хутбы (пятничной проповеди), когда в мечети было особенно многолюдно (около 300 человек), обрушилась треть всей постройки, в том числе минарет. Число жертв инцидента: погиб 41 человек, 76 получили ранения и увечья. Причинами обвала стали проливные дожди, которые не прекращались в последние дни в этом районе.